# Paramphitrite tetrabranchia
Paramphitrite tetrabranchia är en ringmaskart som beskrevs av Holthe 1979. Paramphitrite tetrabranchia ingår i släktet Paramphitrite och familjen Terebellidae. Enligt den svenska rödlistan är arten otillräckligt studerad i Sverige. Arten förekommer i Götaland. Artens livsmiljö är havet. Inga underarter finns listade i Catalogue of Life.